# Зачепичи (Щучинский район)
Зачепичи (бел. Зачэ́пічы) — деревня в Щучинском районе Гродненской области Белоруссии. В составе Орлевского сельсовета.

## География
Пролегает дорога Н-6019.
Ближайшие населённые пункты Дворчаны, Орля — через реку Неман и др.

### Гидрография
Река Чернявка. Недалеко протекает река Неман.

## История
В 1905 году в Орлянской волости Лидского уезда Виленской губернии.
В 1940—1954 годах центр Зачепичского сельсовета Желудокского района.

## Население

### Численность
- 2009 год — 161 жителей

### Динамика
- 1905 год — 160 жителей (77 муж., 85 жен.) — Зачепичи-1; 155 жителей (76 муж., 79 жен.) — Зачепичи-2
- 2009 год — 161 жителей (перепись населения)[2]

## Достопримечательность
- Мемориальный комплекс «Партизанская землянка».
  - Памятник-обелиск
  - Музей-землянка

В честь советских солдат и партизан, в честь погибших в деревне Зачепичи на месте дислокации штаба Щучинского партизанского соединения в августе 1977 года открыт мемориальный комплекс. Рядом с памятником-обелиском располагается музей-землянка.